# Chonchi (ort)
Chonchi är en ort i Chile.   Den ligger i provinsen Provincia de Chiloé och regionen Región de Los Lagos, i den södra delen av landet, 1 100 km söder om huvudstaden Santiago de Chile. Chonchi ligger 44 meter över havet och antalet invånare är 12 572.
Terrängen runt Chonchi är platt. Havet är nära Chonchi åt nordost. Närmaste större samhälle är Castro, 16,4 km norr om Chonchi. 
Runt Chonchi är det ganska glesbefolkat, med 34 invånare per kvadratkilometer.